# Soustava žláz s vnější sekrecí

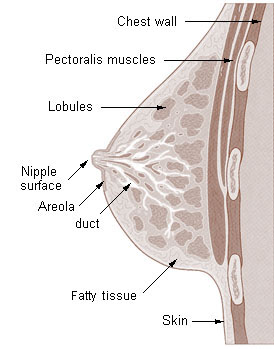
Mléčná žláza, příklad exokrinní žlázy

Soustava žláz s vnější sekrecí je orgánová soustava, která sdružuje všechny exokrinní žlázy, tedy žlázy, jejichž produkt je vylučován na povrch přímo nebo prostřednictvím vývodu. Obvykle se sekrety těchto žláz uvolňují do tělních dutin či na samotný povrch těla. Jedná se o protipól žláz s vnitřní sekrecí, které vylučují své produkty do okolních tkání a do krve.

## Klasifikace
Rozlišujeme několik typů žláz a podle nich se dají rozlišit tyto typy vnější sekrece:
- merokrinní (ekrinní) žlázy – buňky produkují váčky a ty se exocytózou vylévají ven; sem patří téměř všechny exokrinní žlázy (slinivka břišní, slinné žlázy, některé (ekrinní) potní žlázy
- apokrinní žlázy – uvolňuje se celá koncová část buněk včetně nahromaděného sekretu, tím se vlastně buňky „oplošťují“; mezi apokrinní žlázy patří např. některé (tzv. aromatické) potní žlázy a mléčná žláza
- holokrinní žlázy – celá buňka se postupně stává součástí výsledného sekretu a po svém dozrání umírá a je vyloučena spolu se sekretem. Patří sem mazové žlázy.